# Padrón de los Pueblos

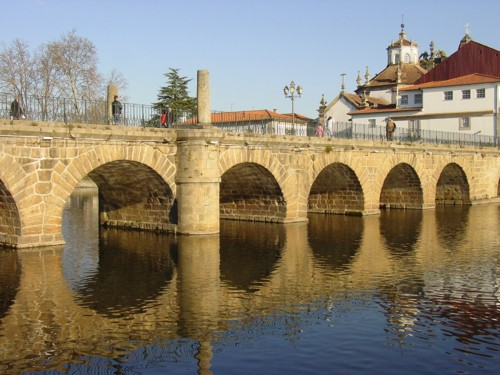
Puente romano de Chaves, en el que se ubica el Padrón de los Pueblos

El Padrón de los Pueblos (en portugués Padrão dos Povos) es una columna conmemorativa de la construcción del puente romano de Aquae Flaviae en Chaves en Portugal, colocada sobre el mismo, que atraviesa el río Támega. El epígrafe dedicatorio contiene una lista de los diez pueblos indígenas (citados como civitates en el original) de la Gallaecia que colaboraron en la construcción del puente.
El documento está incluido en el CIL II, con el número 2477.

## Datación
Según las razones y elementos aducidos por Hübner, la estela se data normalmente en torno al año 79 d. C., durante la época del emperador romano Vespasiano.

## Epígrafe

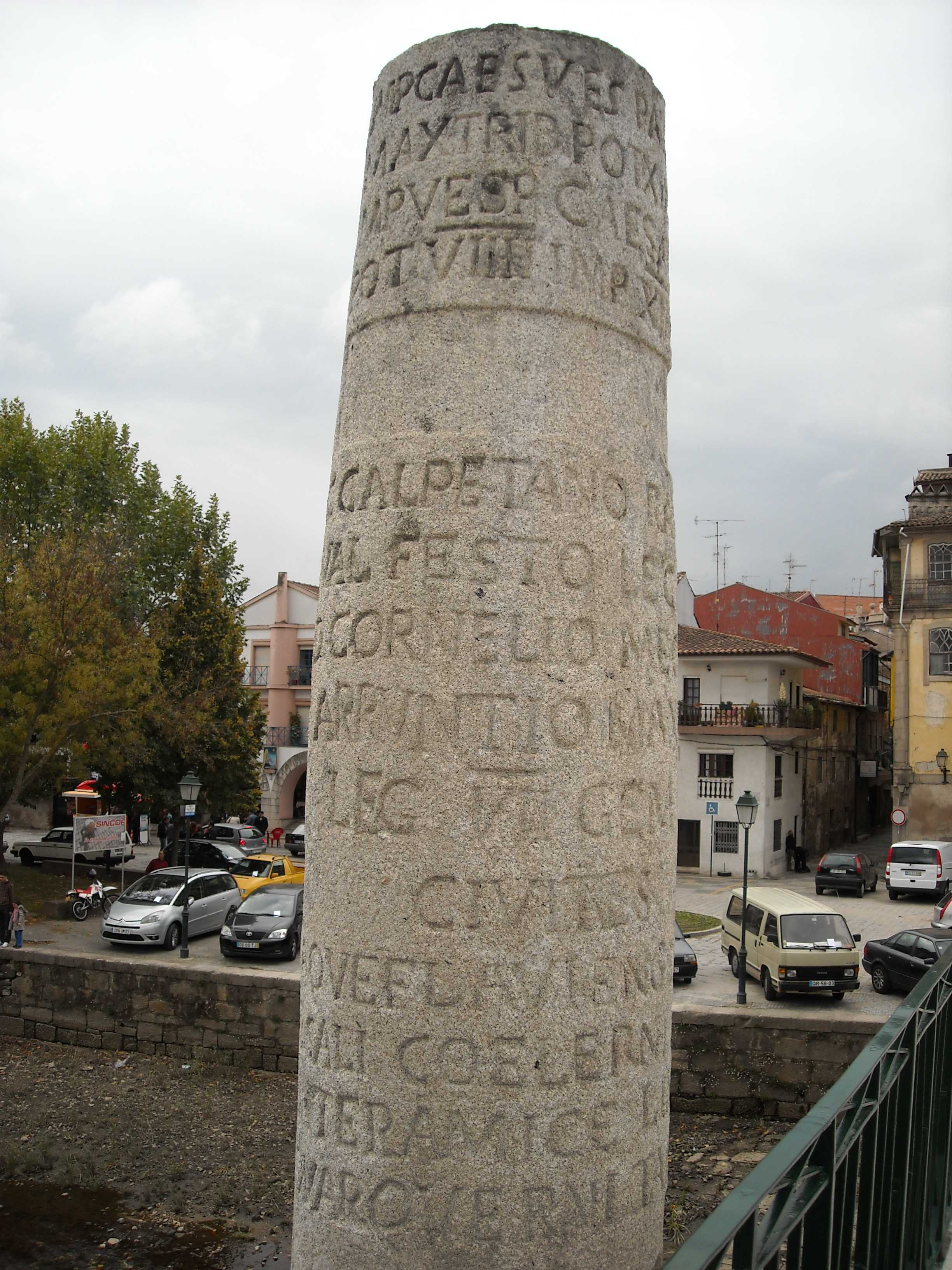
Chaves, Portugal, 2008.

IMP CAES VESP AVG PONT / MAX TRIB POT X IMP XX PP COS IX / IMP VESP CAES AVG F PONT TRIB / POT VIII IMP XIIII COS VI / ... / C CALPETANO RANTIO QVIRINALI VAL FESTO LEG AVG PR PR / D CORNELIO MECIANO LEG AVG / L ARRVNTIO MAXIMO PROC AVG / LEG VII GEM FEL / CIVITATES X / AQVIFLAVIENSES AOBRIGENS / BSALI COELERNI EQUAESI / INTERAMICI LIMIC AEBISOC / QUARQVERNI TAMAGANI
IMP(erator) CAES(ar) VESP(asiano) AVG(ustus) PONT(ifex) / MAX(imus) TRIB(unicia) POT(estas) X IMP(erator) XX P(atri) P(atriae) CO(n)S(ul) IX / IMP(erator) VESP(asiano) CAES(ar) AVG(ustus) F(ilio) PONT(ifex) TRIB(unicia) / POT(estas) VIII IMP(eratori) XIIII CO(n)S(uli) VI /// C(aio) CALPETANO RANTIO QVIRINALI VAL(erio) FESTO LEG(ato) AVG(vsti) PR(o) PR(aetori) / D(ecio) CORNELIO MECIANO LEG(ato) AVG(vsti) / L(ucio) ARRVNTIO MAXIMO PROC(uratori) AVG(vsti) / LEG(ioni) VII GEM(inae) FEL(ix) / CIVITATES X / AQVIFLAVIENSES AOBRIGENS(es) / BIBALI COELERNI EQVAESI / INTERAMICI LIMIC(i) AEBISOC(i) / QVARQVERNI TAMAGANI
Emperador César Vespasiano Augusto, Pontífice máximo, Tribunicia Potestas por décima vez, vigésimo emperador, padre de la patria, cónsul por novena vez, Emperador Vespasiano César Augusto hijo, Pontífice, Tribunicia Potestas por octava vez, decimocuarto emperador, cónsul por séptima vez, (...) Cayo Calpetano Rancio Quirinal Valerio Festo legado de Augusto Propretor, Decio Cornelio Meciano legado de Augusto, Lucio Arruncio Máximo procurador augusto, la Legión Séptima Gémina Félix y diez ciudades, a saber: los Aquiflavienses, los Aobrigenses, los Bíbalos, los Coelernos, los Equesos, los Interamnicos, los Límicos, los Aebisocios, los Quarquernos y los Tamaganos (...)
Con respecto a las líneas que faltan los especialistas concuerdan en considerar que fueron eliminadas las referencias al emperador Domiciano en virtud de damnatio memoriae.

## Interpretación y valor
Aunque existen diversas interpretaciones sobre el valor de esta estela, parece haber un cierto consenso último de que la inscripción contiene una lista de pueblos, incluidos en el Conventus Bracarensis, que colaboraron en la construcción del puente sobre el río Támega, en la ciudad de Chaves. Al mismo tiempo constituye un homenaje a los emperadores Flavios, Vespasiano y Tito, y a las demás autoridades provinciales, a las que se considera favorecedoras de Chaves y su entorno, homenaje que también se hace extensivo a la Legión VII.
El epígrafe cita como se ha mencionado a diez pueblos, algunos de cuales solamente son conocidos gracias a este documento como los Aobrigenses y los Aebisoci (que a veces se indican como Naebiscoi), los demás también son mencionados en otras fuentes, aunque el Padrón de los Pueblos ayuda a una mejor identificación de los mismos, pues se considera que todos ellos son pueblos próximos a Chaves.